# 輸尿管炎
輸尿管炎(Ureteritis)指涉及炎症的输尿管醫療病症。

## 病症機制
其中的一種病症形式被稱為"囊性輸尿管炎"(ureteritis cystica)。
嗜酸粒细胞(Eosinophilic)輸尿管炎的病症形式的存在也已經被觀察到。
輸尿管炎通常被認為是泌尿道感染的一種。